# District de Lesparre
Le district de Lesparre est une ancienne division territoriale française du département de la Gironde de 1790 à 1795.
Il était composé des cantons de Lesparre, Civrac, Lamarque, Paulliac, Saint Estephe, Saint Laurent et Saint Vivien.